# 卸任总统法案
《卸任总统法案》（英語：Former Presidents Act）是1958年通過的美国一项联邦法律，该法为未被彈劾下台的前美国总统提供了若干终身福利。現今美国前总统離任後可以享受每年20万美元的退休金；美国联邦总务署为美国前总统免費提供办公空间、辦公設備、辦公文具以及一名职员，前總統可以在美國任意地點設立私人辦公室；聯邦总务署向前總統以及最多前總統兩名助手提供公務旅行費用，上限100萬美元；可以獲得美国特勤局终生保护；成立以前總統名字命名的总统图书馆；可以獲得国葬待遇等。

## 历史
1958年之前，美国前总统離任後沒有任何养老金或其他退休福利。1912年，安德鲁·卡内基曾提出每年为前總統提供25,000美元作為养老金，但美國国会议员对这种私人养老金提出质疑。尽管仍促使美國立法機構為前總統的福利問題展開立法，然而直至1958年才正式成案。